# Benjamin Fischer
Benjamin Fischer, född 19 oktober 1980 i Grabs i Schweiz, är en liechtensteinsk före detta fotbollsspelare.

## Fotbollskarriär
Fischer spelade 23 landskamper för Liechtensteins landslag och gjorde på dem två mål, det första mot Luxemburg och det andra mot Portugal. Båda målen gjordes i kvalet till VM 2006.
Fischer utsågs till årets fotbollsspelare i Liechtenstein 2004.